# Bruno Bleckmann
Bruno Bleckmann (* 15. Januar 1962 in Heidelberg) ist ein deutscher Althistoriker.

## Leben
Bruno Bleckmann studierte von 1983 bis 1989 an den Universitäten Würzburg, Münster und Köln Geschichte, Latein und Romanistik. 1992 wurde er in Köln in Alter Geschichte mit einem Thema zur Reichskrise des 3. Jahrhunderts promoviert, und 1996 habilitierte er sich mit einer Arbeit über Athens Weg in die Niederlage. Die letzten Jahre des Peloponnesischen Kriegs (411–404 v. Chr.) an der Georg-August-Universität Göttingen, wo er von 1994 bis 1998 beschäftigt war. Er bekleidete anschließend Professuren an der Universität Straßburg und der Universität Bern, bevor er im Wintersemester 2003/04 die Professur für Alte Geschichte an der Universität Düsseldorf übernahm. Einen Ruf an die Universität Göttingen auf die im Rahmen der Exzellenzinitiative neugeschaffene Christian-Gottlob-Heyne-Professur für Alte Geschichte lehnte er 2007 ab.
Vom 1. März 2011 bis zum 28. Februar 2015 war Bleckmann Dekan der Philosophischen Fakultät seiner Universität. In dieser Funktion wurde er auch einer breiteren Öffentlichkeit bekannt, als er am 5. Februar 2013 die Aberkennung des Doktorgrades für die Bildungsministerin Annette Schavan verkündete.
Bleckmann beschäftigt sich hauptsächlich mit der antiken Geschichtsschreibung (klassisches Griechenland, die Römische Republik und die Spätantike) und der damit zusammenhängenden Quellenkritik. Daneben gilt er als Experte für die Reichskrise des 3. Jahrhunderts, das Zeitalter Kaiser Konstantins und die Völkerwanderung. Außerdem war er von 1998 bis 2010 Mitherausgeber des Göttinger Forums für Altertumswissenschaft, in dem er auch mehrere Aufsätze veröffentlicht hat. Von 2013 bis 2023 war er Mitglied der Kommission für Alte Geschichte und Epigraphik des Deutschen Archäologischen Instituts.
Bleckmann ist zusammen mit Markus Stein Herausgeber der Reihe Kleine und fragmentarische Historiker der Spätantike.

## Schriften (Auswahl)

### Monographien
- Die Reichskrise des III. Jahrhunderts in der spätantiken und byzantinischen Geschichtsschreibung. Untersuchungen zu den nachdionischen Quellen der Chronik des Johannes Zonaras. München 1992, ISBN 3-88073-441-0.
- Konstantin der Große. Reinbek bei Hamburg 1996 (mittlerweile 3. Auflage 2007), ISBN 978-3-499-50556-0.
- Athens Weg in die Niederlage. Die letzten Jahre des Peloponnesischen Krieges. Stuttgart u. a. 1998, ISBN 3-519-07648-9 (Besprechung in Bryn Mawr Classical Review).
- Die römische Nobilität im Ersten Punischen Krieg. Untersuchungen zur aristokratischen Konkurrenz in der Republik. Berlin 2002, ISBN 3-05-003738-5.
- Fiktion als Geschichte. Neue Studien zum Autor der Hellenika Oxyrhynchia und zur Historiographie des vierten vorchristlichen Jahrhunderts. Göttingen 2006, ISBN 3-525-82549-8 (Besprechung in Bryn Mawr Classical Review).
- Der Peloponnesische Krieg. München 2007, ISBN 3-406-55388-5.
  - italienische Übersetzung: La guerra del Peloponneso. Bologna 2010, ISBN 978-88-15-13679-4.
- Die Germanen. Von Ariovist zu den Wikingern. München 2009, ISBN 978-3-406-58476-3 (Rezension).
- Die letzte Generation der griechischen Geschichtsschreiber. Studien zur Historiographie im ausgehenden 6. Jahrhundert (= Historia Einzelschriften. 267). Stuttgart 2021, ISBN 978-3-515-13085-1.

### Herausgegebene Bände
- Herodot und die Epoche der Perserkriege. Realitäten und Fiktionen. Kolloquium zum 80. Geburtstag von Dietmar Kienast. Köln/Weimar/Wien 2007, ISBN 978-3-412-08406-6.
- mit Boris Dreyer: Gustav Adolf Lehmann: Forschungen zur Alten Geschichte. Kleine Schriften. 2 Bände, Stuttgart 2011, ISBN 978-3-515-09887-8.
- mit Timo Stickler: Griechische Profanhistoriker des fünften nachchristlichen Jahrhunderts. Stuttgart 2014, ISBN 978-3-515-10641-2.